# 光州空港
光州空港（クァンジュくうこう、朝: 광주공항、英: Gwangju Airport）とは、大韓民国の光州広域市光山区にある空港である。市内から西へ11kmの位置にあり、軍と民間との共用空港である。2007年11月に光州空港と木浦空港を代替する形で務安国際空港が開港し、2008年に国際線が移転した。残る国内線も務安国際空港に移転する予定である。

## 沿革
- 1948年11月16日：全羅南道光州府（現：光州広域市東区）鶴洞に光州飛行場が開設
- 1949年2月10日：民間航空機（DC-3）が初めて就航
- 1964年1月10日：現在地に移転。旅客ターミナル、誘導路、エプロンなど拡張
- 1990年6月：韓国空港公社が引き継ぎ運営開始
- 1994年：旅客ターミナル、貨物ターミナル、エプロン、駐車場など設備の近代化及び拡張実施
- 1995年6月：国際線定期便が開設
- 1998年1月：国際線が休止
- 2001年7月：上海との定期便が再開
- 2008年5月27日：前年秋に開港した務安国際空港に国際線機能が移転

## 施設
駐機場は最大5機（エアバスA300/ボーイング767級 1機、ボーイング737級 4機）が同時に駐機可能。長さ2,835m×幅46mの滑走路2本が平行に敷設されており、滑走路の航空機処理能力は年間14万回である。旅客ターミナルは年間293万人の旅客を、貨物ターミナルは年間5.5万トンの貨物を処理可能である。

## 就航航空会社と就航都市

### 国内線
| 航空会社         | 就航地            |
| ---------------- | ----------------- |
| アシアナ航空     | ソウル/金浦、済州 |
| 大韓航空         | 済州              |
| チェジュ航空     | 済州              |
| ジンエアー       | 済州              |
| ティーウェイ航空 | 済州              |

## アクセス
光州地下鉄1号線の空港駅が約300mの距離にあり、徒歩でアクセス可能である。

## 事件・事故
- 2011年4月27日 - 光州発ソウル/金浦行きのアシアナ航空8710便が離陸のため滑走路を移動中、車輪の一部が芝生に出た。これにより60人あまりの乗客が1時間半にわたり待機することになり、アシアナ航空へ抗議が殺到した。
- 2013年8月29日 - 光州空港を離陸した空軍第1戦闘飛行団所属の高等訓練機T-50が、滑走路を離れて8分後に栄山江横の田に墜落した。これによりパイロット2人が死亡した。
- 2019年4月9日 - アシアナ航空8703便の着陸時に前輪が破裂。他の航空会社も欠航となるなどの影響が及んだ。